# 德里蘇丹國
德里蘇丹國（1206年－1526年），是阿富汗的古爾王朝（1148—1215年）于1175年后占领和征服纳尔默达河以北的印度河平原和恒河平原之后的德里总督于1206年自立建立的伊斯兰王朝。首一個王朝庫特布沙希王朝是古尔王朝留在印度河平原和恒河平原的突厥语族奴隸創立的，因此又称为“奴隸王朝”。之后的后继王朝依次是：卡爾吉王朝、圖格魯克王朝、賽義德王朝和洛迪王朝，由于这些王朝首都始终位于德里，故而被统称为德里苏丹国。
第一位國君名為庫特布丁·艾伊拜克，在1206年于德里自立為王，自稱是德里阿曼蘇丹。最著名的國君是伊勒杜迷失，他是古德卜手下的欽察部落奴隸；1229年，伊斯兰哈里發批准他成為苏丹，他曾收留当时已经在1220年被蒙古帝国的大军给彻底灭亡的花剌子模帝國（1194—1220年）末代沙阿札蘭丁，但札兰丁在1223年阴谋反对他而被其驱逐出境。由於德里蘇丹國由奴隸建立，因此不重視出身而是重視能力，使很多賣身為奴的欽察人得居高位。在14世紀中期，疆域到達印度南部的馬杜賴。其中有一位蘇丹名為巴爾班（1266年－1287年），他以抗擊蒙古军队著名，蒙古察合台汗国的军队每次入侵都被擊敗。
1398年，德里苏丹国遭到帖木儿的入侵，此后不斷衰敗。1526年，帖木兒後裔巴布尔帶著從鄂圖曼進口的大炮和火槍入侵印度，當時還在使用老舊的冷兵器和人海衝鋒戰術的印度軍隊完全不是對手，巴布爾摧枯拉朽地擊潰了末代德里蘇丹易卜拉欣·洛迪，王國正式滅亡，由突厥化蒙古人的莫卧儿帝國取代之。

## 历史

### 库特布沙希王朝
庫特布沙希王朝（1206年－1290年）是德里蘇丹國第一個王朝。由於王朝的創建者庫特布丁·艾伊拜克本是突厥欽察族的一名奴隸，因此又名奴隸王朝。
1206年，古爾王朝的最後一任國王穆罕默德·古爾遇刺身亡。因穆罕默德生前並沒有留下後嗣，當時效忠穆罕默德的庫特布丁乘機而起，成為了王國的接班人。庫特布丁自稱德里阿曼蘇丹，定都拉合爾；其後又將首都遷往德里。
庫特布丁為一虔誠穆斯林，在位其間興建了不少清真寺。庫特布丁卒於1210年，並由其女婿舍姆斯丁·伊勒图米什接任王位。其後幾任蘇丹大都是舍姆斯丁的後裔。1286年，王朝的第9任蘇丹吉亞斯丁·巴勒班死亡。此後幾年王朝由盛轉衰，並於1290年由菲魯兹·卡爾吉所建立的卡爾吉王朝所取代。
这个王朝由称为四十人集团的軍人掌握大权，苏丹由当中最大权力將軍出任。

### 卡爾吉王朝

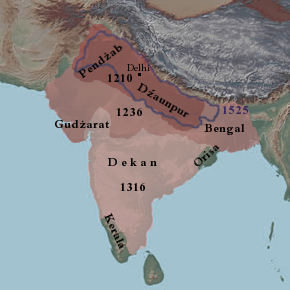
德里苏丹国的扩张在卡尔吉王朝达到鼎盛

卡爾吉王朝（1290年－1320年）是德里蘇丹國第二個王朝。其王族為阿富汗突厥的一支（这支与葛逻禄有关）。人种上与文化上已伊朗化。
卡爾吉王朝的創建者為菲魯兹·卡爾吉。菲魯兹本為庫特布沙希王朝的一名將領，並於1290年取代了當時的庫特布沙希蘇丹。菲魯兹死後，其子阿拉乌丁·卡尔吉大力加強中央集權，並整頓了財政和行政。武功上，他向南面的德干蘇丹國發動進攻，并派遣马利克·卡富尔四次南征德干高原，大大扩张擴張了王國的領土。但這王朝搗毁了孟加拉超戒寺與那爛陀寺。
1320年，卡爾吉王朝的最後一任蘇丹被刺殺，王朝遂歿。

### 图格鲁克王朝

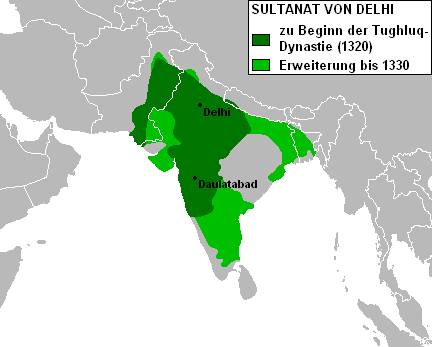
穆罕默德蘇丹在1320年代征服了淺綠地區，並將首都從德里遷到德干高原的道拉塔巴德（Daulatabad），但因為他的猜暴與重稅掠奪，很快在1335年後激起巨大反叛，到1347年就失去這些佔領不到20年的淺綠東、南部

圖格魯克王朝（1320年－1413年）是德里蘇丹國第三個王朝，其創建者為加茲·圖格魯克。
圖格魯克王朝在二代蘇丹穆罕默德·賓·圖格魯克時期（1325-1351年）達到鼎盛。他在位其間發動了4次南征，並佔領了差不多整個南印度地區。然而，由於地方權力過大，再加上中央政策上的失當，譬如重稅掠奪和失敗的貨幣政策，圖格魯克王朝在穆罕默德晚期亦開始步入衰落，並失去了剛征服的東、南部。

### 赛义德王朝
賽義德王朝（1414年－1451年）是德里蘇丹國第四個王朝。因其創建者赫茲爾汗自稱為穆罕默德的後裔，故稱為賽義德王朝。
赫茲爾汗為原帖木兒帝國旁遮普總督。在圖格魯克王朝滅亡後，赫茲爾汗佔領了德里，建立了賽義德王朝。王朝共歷4代蘇丹；管轄範圍包括旁遮普等北方地區。1451年，錫林德總督巴赫魯爾·洛迪佔據了德里，賽義德王朝滅亡，洛迪王朝開始。

### 洛迪王朝

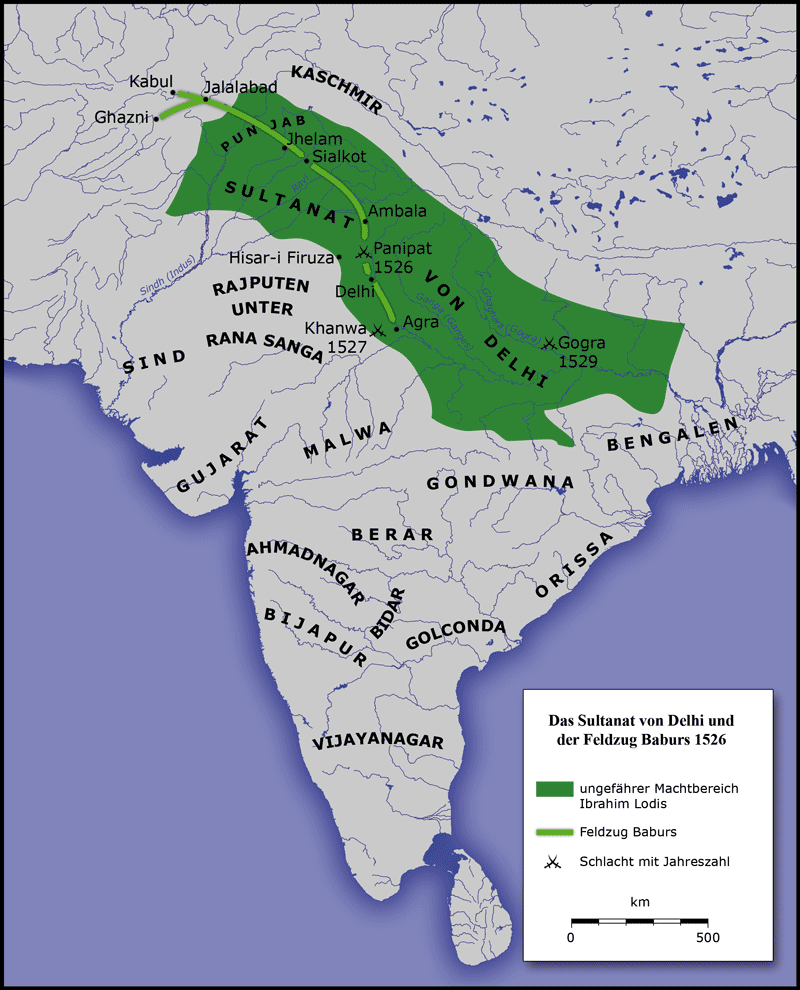
1526年蒙兀兒之巴卑尔入侵前夕的洛迪王朝

洛迪王朝（1451年－1526年）是德里蘇丹國第五個王朝，其創建者為普什图人巴赫魯爾·洛迪。
巴赫魯爾·洛迪原為賽義德王朝錫林德總督。1451年，巴赫魯爾奪取了德里，建立洛迪王朝。王朝共歷3代蘇丹，管轄範圍包括今旁遮普、北方邦等地區。1526年，蒙兀兒帝國巴布爾在第一次帕尼帕特战役擊敗洛迪王朝，隨後攻入德里，洛迪王朝滅亡。

## 人口
在1300年的卡爾吉王朝时人口达到3500万，到1380年的圖格魯克王朝时人口达到5500万。但是到了1450年的賽義德王朝人口只有3200万。

## 苏丹列表

### 奴隶王朝（1206～1290）
- 库特布-乌德-丁·艾巴克 1206～1210
- 阿拉姆沙 1210～1211
- 伊勒杜迷失 1211～1236
- 洛库一乌德丁·菲鲁兹 1236
- 纳加女王 1236～1240
- 穆仪兹丁·巴赫拉姆 1240～1242
- 阿拉一乌德丁·欧苏德 1242～1246
- 纳希尔丁·马哈茂德 1246～1266
- 吉亚斯丁·巴勒班 1266～1287
- 凯科巴德 1287～1290

### 卡尔吉王朝（1290～1320）
- 哲拉鲁丁·菲鲁兹·卡尔吉 1290～1296
- 洛库一乌德丁·易卜拉欣 1296
- 阿拉乌德丁·卡尔吉 1296～1316
- 希哈布丁·欧麦尔 1316
- 穆巴拉克·沙 1316～1320

### 图格鲁克王朝（1320～1413）
- 吉亚斯丁·图格鲁克 1320～1325
- 穆罕默德·伊本·图格鲁克 1325～1351
- 菲鲁兹·沙 1351～1388
- 吉亚斯丁二世 1388～1389
- 艾布·伯克尔 1389～1390
- 纳希尔丁，穆罕默德 1390～1393
- 斯坎达尔·沙一世 1393
- 纳希尔丁，马哈茂德·沙 1393—1413

### 赛义德王朝（1414～1451）
- 吉兹尔汗·赛义德 1414～1421
- 穆仪兹丁·穆巴拉克 1421～1434
- 法里德汗·穆罕默德·沙 1434～1445
- 阿拉丁·阿拉姆·沙 1445～1451

### 洛迪王朝（1451～1526）
- 巴鲁尔·洛迪 1451～1489
- 希坎达尔·洛迪 1489～1517
- 易卜拉欣·洛迪 1517～1526

## 延伸阅读
[在维基数据编辑]
 《欽定古今圖書集成·方輿彙編·邊裔典·底里部》，出自陈梦雷《古今圖書集成》
 《明史卷三百二十六》，出自《明史》
 《新元史/卷255》，出自柯劭忞《新元史》